# Mont Coronat
El Mont Coronat és una muntanya de 2.170 metres d'altitud del límit dels termes de les comunes de Jújols, Noedes i Oleta i Èvol, totes tres de la comarca del Conflent, a la Catalunya del Nord.
És a l'extrem nord del terme de Jújols, al sud-oest del de Noedes i a la part central del nord-est de la d'Oleta i Èvol. És al sud-est, bastant llunyà, del Coll de Portus i al nord-oest del Roc de l'Ermita. En el seu vessant sud-est s'estén la Reserva Natural de Jújols i en el nord-est, la de Noedes.
És una muntanya destí freqüent de les rutes excursionistes dels voltants de Noedes i Orbanyà. És també un cim de la llista ampliada (atès que és el número 169) dels 100 cims de Catalunya de la FEEC.